# 赫里斯托福鲁斯·亨里克斯·迪德里克斯·白贝罗
赫里斯托福鲁斯·亨里克斯·迪德里克斯·白贝罗（荷蘭語：Christophorus Henricus Diedericus Buys Ballot；荷蘭語發音：[ˈbœys ˈbɑlɔt]；1817年10月10日—1890年2月3日），荷兰化学家和气象学家，“白贝罗定律”和“拜斯—巴落特表”就是以他的名字命名。

## 生平

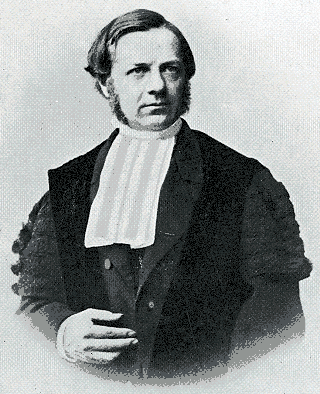
白贝罗在1857年

白贝罗是荷兰改革大臣的儿子，出生在荷兰克卢廷厄。曾攻读于扎尔特博默尔（Zaltbommel）大学预科班和乌得勒支应用科技大学（现为大学）。1844年获得博士学位后，被聘为乌得勒支矿物学和地质学讲师；1846年他充实了理论化学，1847年被任命为数学系教授，并从1867年直到退休一直担任职物理学教授。
1845年白贝罗通过利用乌得勒支-阿姆斯特丹铁路上火车发出的一组校准汽笛声，测试了声波的多普勒效应。
1890年在荷兰乌德勒支市去世。

## 成就
白贝罗最出名的是他在气象领域的成就，特别是对大型天气系统中空气流向的解释。此外，他还于1854年创办了｢荷兰皇家气象研究所｣（Royal Dutch Meteorological Institute），直到去世前，他都一直担任首席主管。他是首批看到需要进行国际气象合作的人员之一，并在1873年成为国际气象组织（世界气象组织（WMO）前身）首任主席。
"白贝罗定律"状态：如果一个人背对着风站在北半球，则大气压力为左低右高。他在气象上的主要研究成就，就是进入了对长期天气趋势规律的审查；他更关注的是建立规律而不是解释它们。但他在气象理论方面没做任何贡献，鉴于他在物理学方面的成就，也许令人惊讶，相较与他的同时代美国同行-威廉·费雷尔，他稍早地发现了"白贝罗定律"，且更令人注目。
白贝罗设计了一种带时间序列的周期性调查表模板。1847年他用该表（现以他命名）观测的荷兰1729年到1846年的日常气温测定了太阳的自转期。
他的学生中，最著名的是荷兰天文学家雅各布斯·卡普坦。

## 荣誉
1971年月球上的“白贝罗环形山”以他的名字命名，以示对他的纪念。